# Jean-Joseph Petitgenêt
Jean-Joseph Petitgenêt, né le 29 mai 1756 à Cornimont (Vosges) et mort le 1er janvier 1847 à Dunkerque, est un hydrographe français.

## Biographie
Jean-Joseph Petitgenêt est le troisième enfant d'une famille nombreuse et pauvre de Cornimont.
Maître de quartier (surveillant) au Collège Louis-le-Grand à Paris, il y enseigne aussi le latin. Il y est remarqué par le grand mathématicien Pierre-Simon de Laplace. Il enseigne les mathématiques à l'École royale d'artillerie de Metz puis à l'École d'application de l'artillerie à Châlons-sur-Marne. Il préside les conférences de l'École normale supérieure de Paris en 1795.
Professeur renommé de mathématiques et d'hydrographie, il enseigne à l'École d'hydrographie de Dunkerque, où il a notamment pour élèves l'amiral ministre baron Albin Roussin, l'amiral comte de Rigny, l'amiral Massieu de Clerval, le général Baron Évain, le général ambassadeur Aupick, le général Daullé, le général Tirlet, le capitaine de vaisseau de Hyacinthe de Bougainville, de Kerguelen.
Il fait des recherches en mathématiques sur la résolution des équations intégrales.
Il est, en 1800, un des fondateurs et animateur d'un cercle qui prit le nom de « salon littéraire » et qui regroupait tout ce que Dunkerque comptait d'hommes intelligents et instruits.

## Décoration
- Officier de la Légion d'honneur.

## Hommages
À Dunkerque
Tout Dunkerque l'accompagna lors de ses funérailles et un monument fut dressé par souscription publique, portant la dédicace : « AU SAVANT MODESTE ! AU MEILLEUR DES HOMMES ! SES ELEVES ET SES AMIS. »
À Cornimont
- Une souscription publique et une dotation du conseil municipal permirent d'édifier un monument en sa mémoire. Autorisation accordée par décret impérial du 28 janvier 1861. Ce monument existe toujours dans la cour de l'école maternelle 1 2 3 Soleil, rue des Grands-Meix.
- Inauguration le 19 septembre 2008, à proximité, d'une place Jean-Joseph-Petitgenêt.

## Photographies

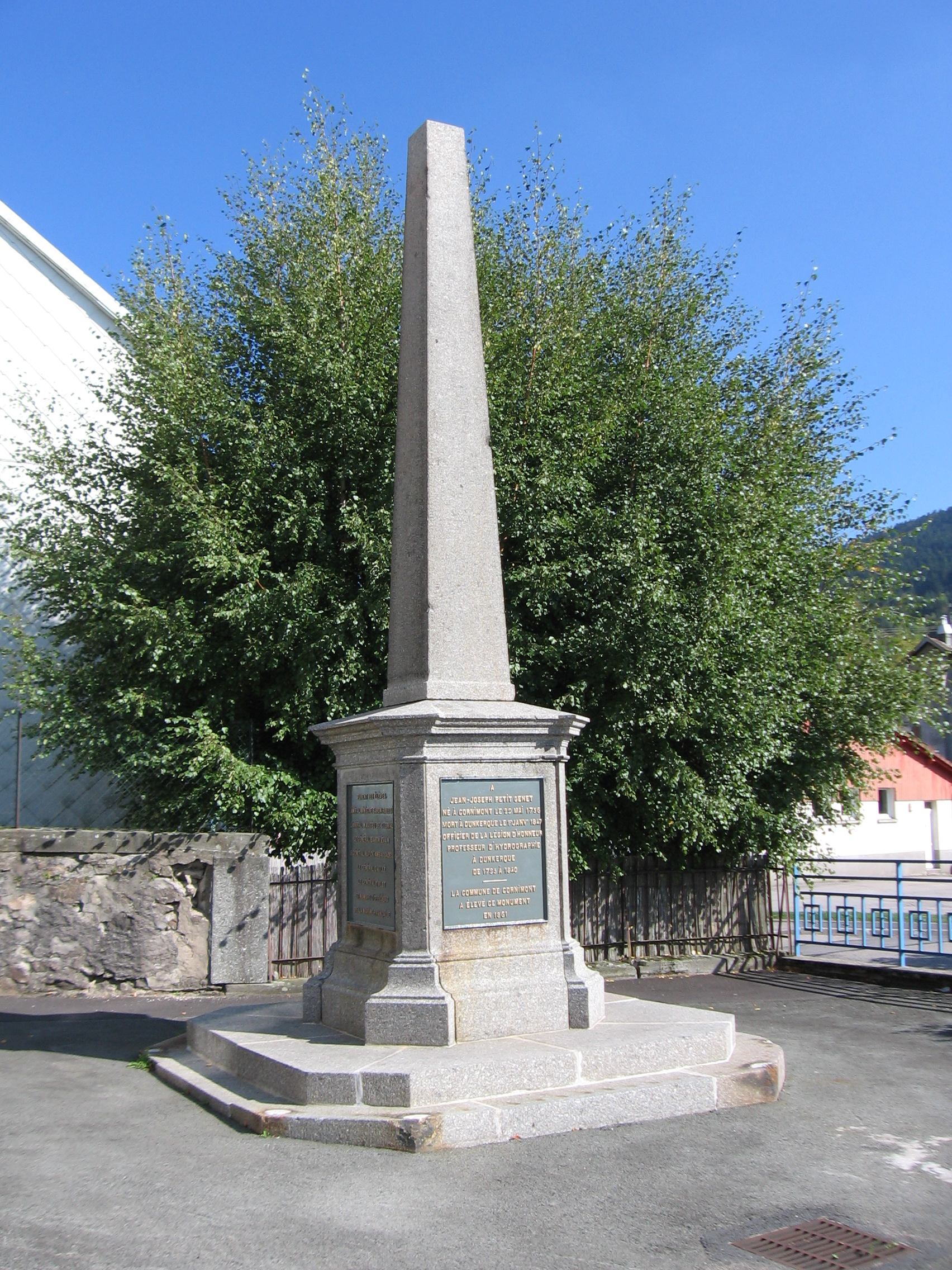
Monument édifié en sa mémoire en 1861 à Cornimont.
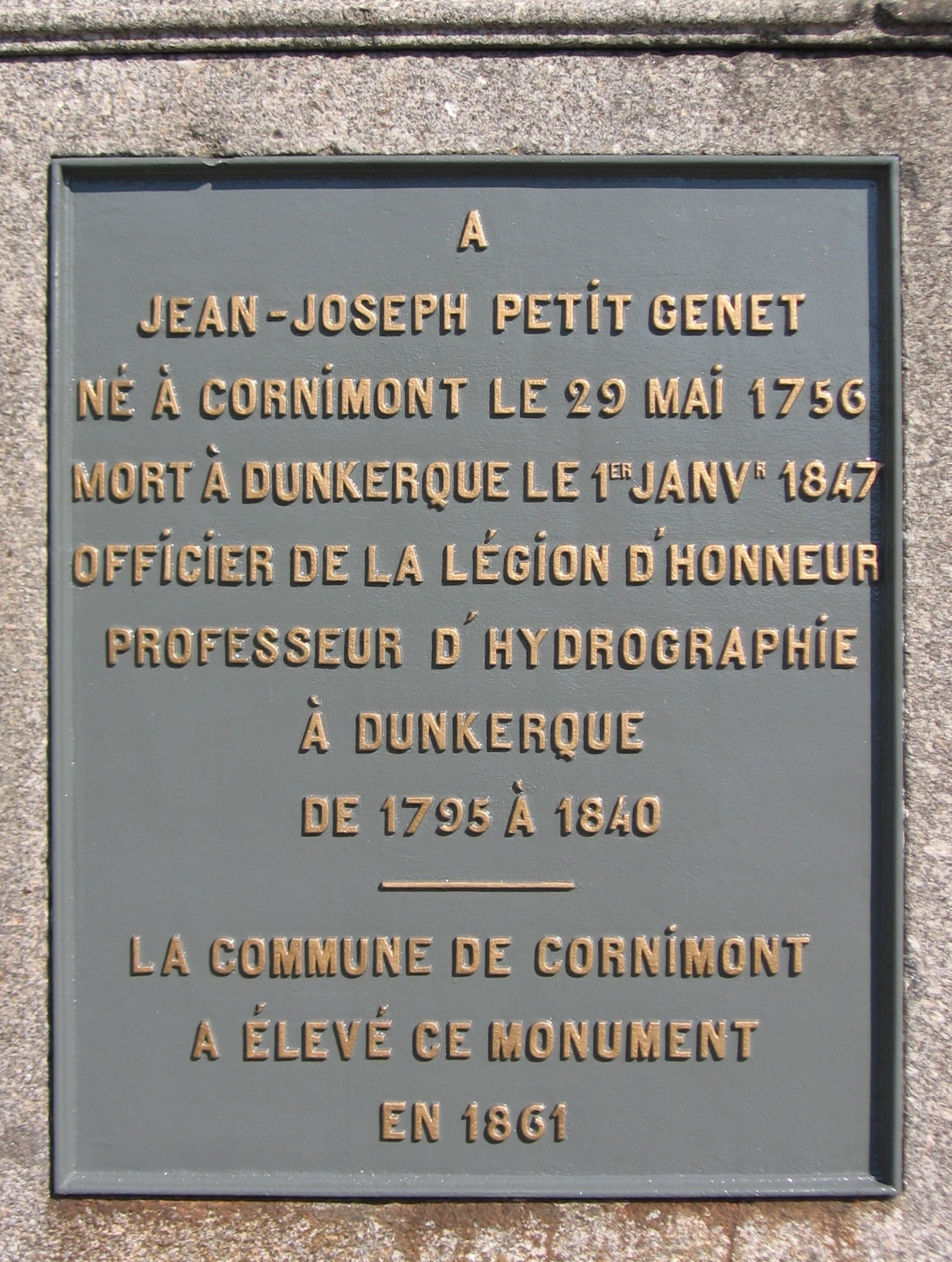
Une des plaques du monument.
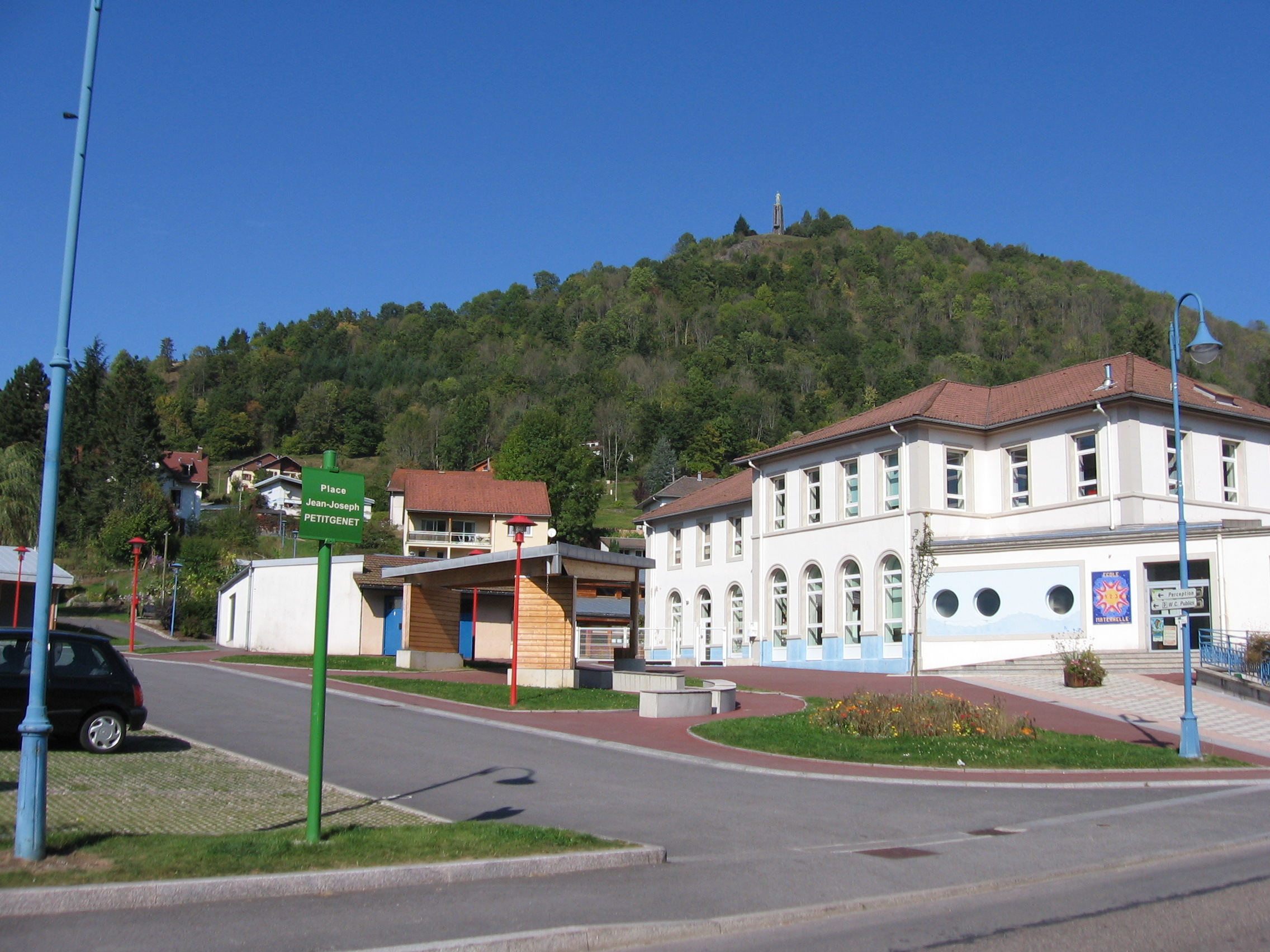
Place Jean-Joseph Petitgenêt, rue des Grands Meix à Cornimont.